# Synergia-areena

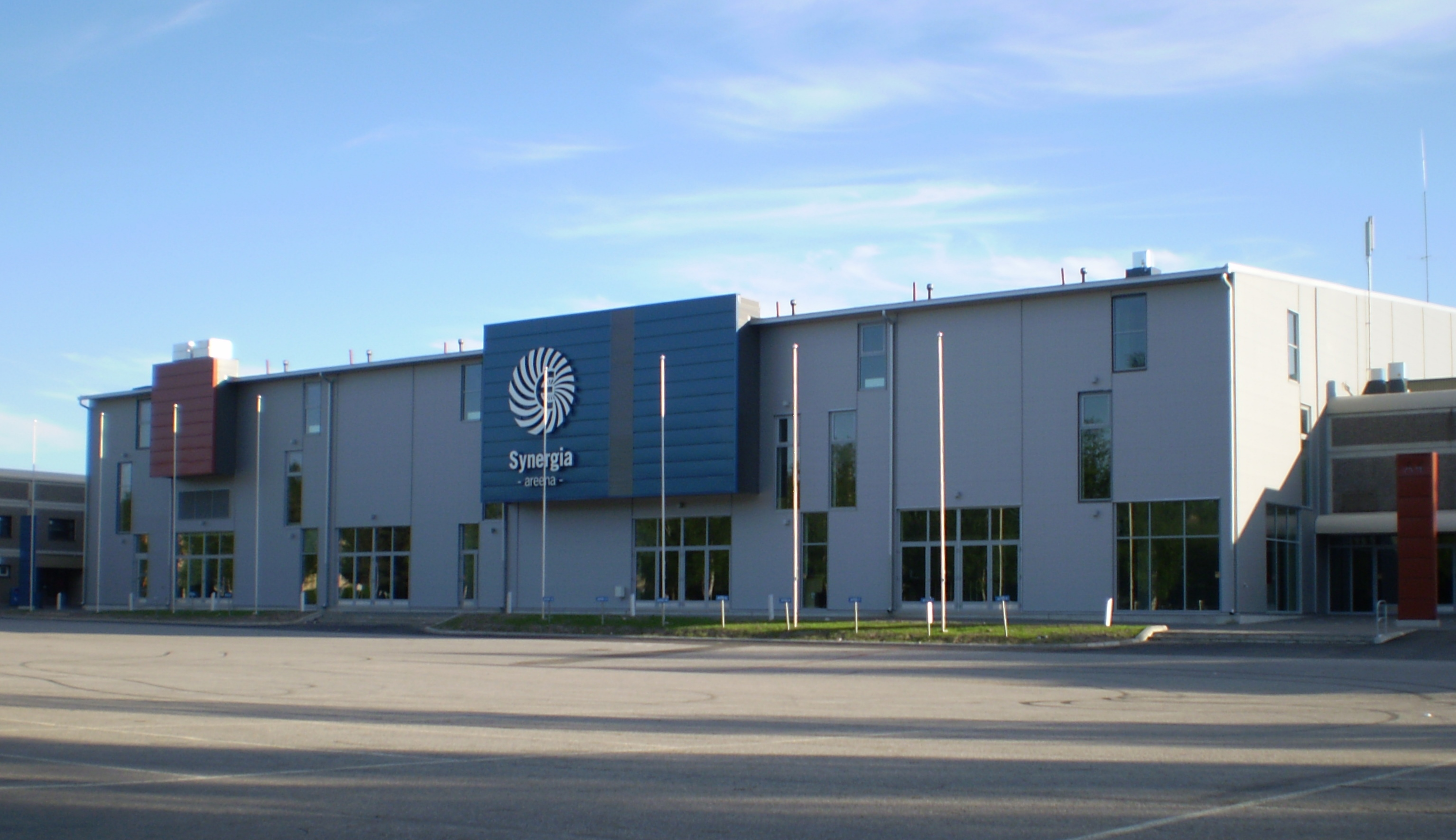
De Synergia-areena langs de buitenkant

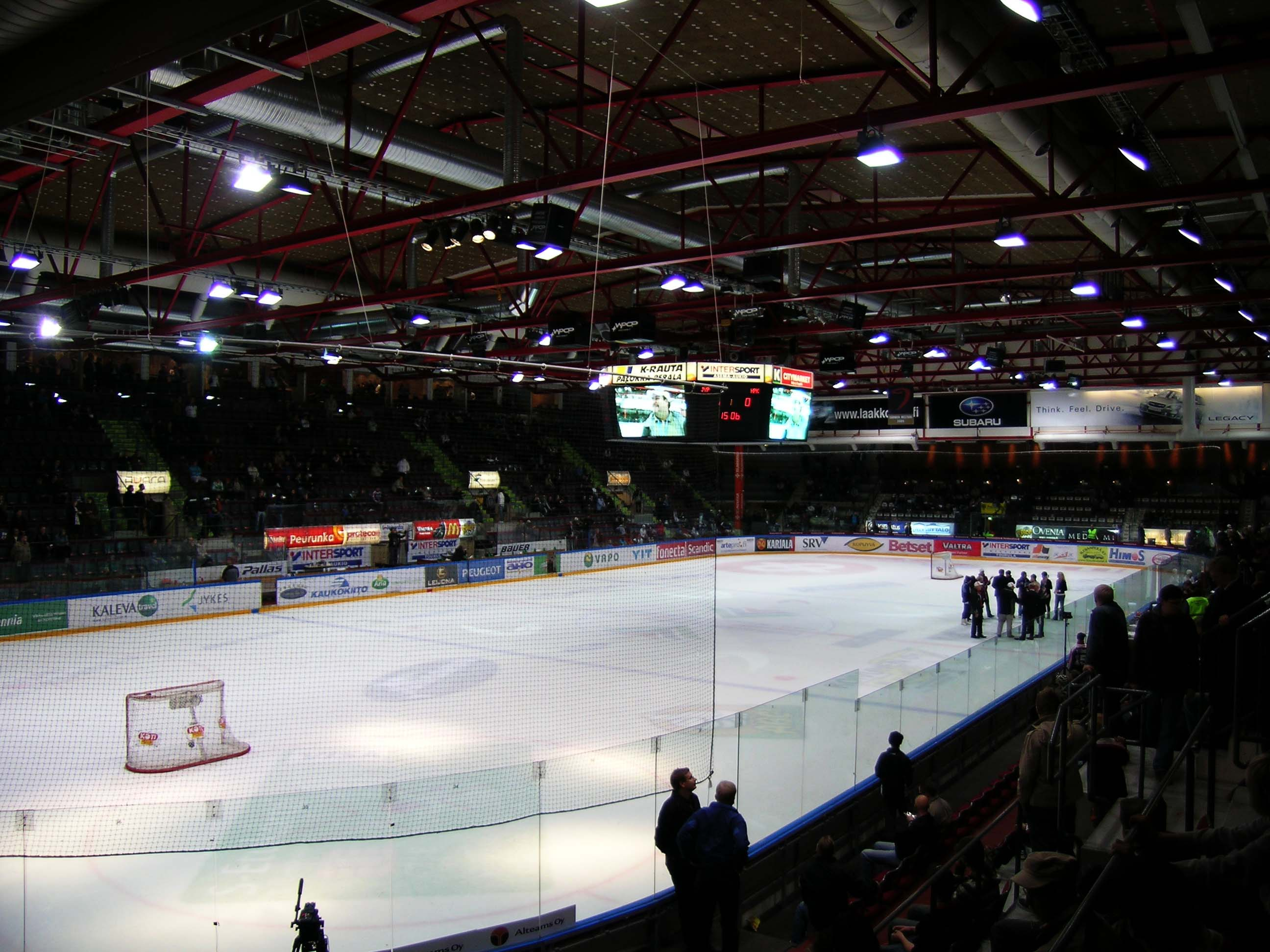
De ijsbaan

De Synergia-areena (ook wel Jyväskylän jäähalli) is een ijshal in de Finse stad Jyväskylä. Het is de thuisbasis van ijshockeyclub JYP, die uitkomt in de SM-liiga. De hal is gebouwd in 1982 en biedt plaats aan ongeveer 4600 personen. De hal wordt voornamelijk gebruikt voor ijshockey, maar soms worden er ook concerten gehouden: zo traden hier onder anderen Deep Purple en Helmut Lotti op.